# والتر مكفادين
والتر مكفادين (بالإنجليزية: Walter McFadden)‏ هو لاعب كرة قدم أمريكية أمريكي، ولد في 21 يناير 1987 في هوليوود في الولايات المتحدة.

## وصلات خارجية
- والتر مكفادين على موقع مرجع كرة القدم المحترفة.كوم (الإنجليزية)